# 4576 Yanotoyohiko
4576 Yanotoyohiko eller 1988 CC är en asteroid i huvudbältet, som upptäcktes den 10 februari 1988 av den japanske amatörastronomen Takuo Kojima i Chiyoda. Den är uppkallad efter Toyohiko Yano.
Asteroiden har en diameter på ungefär 17 kilometer och den tillhör asteroidgruppen Eos.